# ФК Колорадо рапидси
Колорадо рапидси (енгл. Colorado Rapids) је амерички фудбалски клуб из Комерс Ситиja, Колорадо. Тим је део МЛС лиге, која је најјача америчка професионална фудбалска лига.